# Six-Fours-les-Plages
Six-Fours-les-Plages é uma comuna francesa na região administrativa da Provença-Alpes-Costa Azul, no departamento de Var. Estende-se por uma área de 26.58 km². Em 2010 a comuna tinha 34 215 habitantes (densidade: 1 287,2 hab./km²).